# Canaanhund
Canaan Hund
(eller Kelev K'naani) er Israels nationalhund. Kun få generationer skiller Canaan’en fra de vildt levende pariahhunde, som danner grundlag for racen. Kennel Menzel i Israel rendyrkede racen, og den opnåede hurtigt international godkendelse. I sit hjemland er den opdrættet gennem flere generationer, men med tæt forbindelse til de stadig vildtlevende pariaer.

## Temperament
Af natur er Canaan’en meget lærevillig, hengiven mod sin familie og en særdeles god vagthund, da det er en meget gøende race, der nidkært forsvarer sit territorium. Den er ikke bidsk. Dens naturlige instinkter ligger meget tæt på overfladen, og man fornemmer, at den rettelig hører til i naturen. 
 Dens vagtsomme natur kan få uforstående til at tro, at hunden er aggressiv, hvilket ikke ligger til racen. Den er meget vagtsom og har et stort overlevelsesinstinkt, som gør at den er forbeholden over for fremmede mennesker og hunde, medmindre den er korrekt socialiseret. 

.

## Udseende
Canaan Hund er en mellemstor hund af kvadratisk bygning med kort strid pels. Halen har fane og bæres opkrøllet over ryggen. Hovedet virker ædelt med mørke øjne, sort næse og opretstående ører. Tangbid er foretrukket, men saksebid accepteres. Farven varierer fra kanel-farvet, rødbrun, sort-hvid, brun-hvid, hvid eller sort med eller uden maske. Den bevæger sig i kort, men hurtigt trav. Højde: 50-60 cm. Hannen er betydeligt større end tæven.